# Tmel

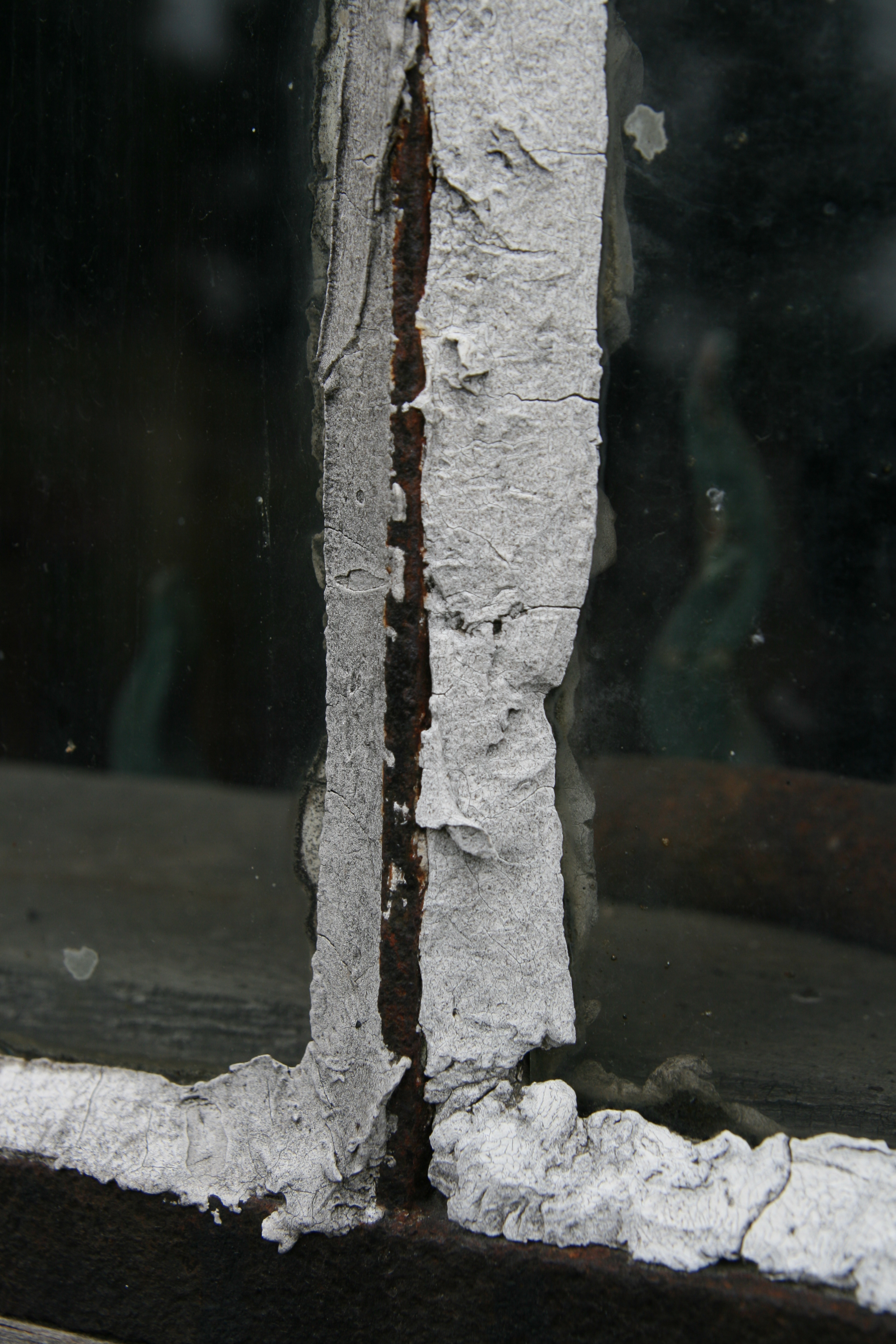
Ztvrdlý tmel použitý pro zasklení starého okna

Tmel je plastická hmota, která se používá obvykle k vyrovnání nerovností povrchu, nebo k vyplnění spár a zajištění těsnosti vůči vodě, případně i plynům. Po nanesení může tmel buď vytvrdnout, nebo zůstat elastický, případně plastický. Tvrzení tmelu probíhá buď samovolně (např. vzdušným kyslíkem nebo vlhkostí) nebo úmyslným vystavením vysoké teplotě (vypálením).

## Druhy tmelů
Podle materiálu, na který se nanášejí, existují tmely:
- na dřevo (např. na vyrovnání nerovností před lakováním)
- na dřevo a sklo (sklenářský tmel, kyt)
- na zdivo a obklady (např. na spárování; v současné době se prakticky již nespáruje tradičním ručně míchaným betonem)
- na kovy a lakované povrchy (ve výrobě vozidel např. k zatěsnění spojů dílců karosérie; v opravárenství vozidel na vyrovnání odřených, prohnutých nebo prorezlých míst před konečným lakováním)
- na lamináty (např. ve výrobě lodí a člunů, nástaveb motorových vozidel, ...)
- na jiné materiály nebo do zvláštních podmínek (kamenářský tmel, tmel na akvária, ...)

Podle chemického složení existují tmely:
- silikátové (anorganické tmely)
- olejové
- akrylátové
- silikonové
- polyesterové (dvousložkové)

## Tmel na kov a lakované povrchy

### Univerzální tmely (střední tmely)
Vhodný na malé i velké defekty. Lze ho aplikovat ve více vrstvách pro zatmelení hlubších rýh, ale i jako plnič před lakováním.

### Flexibilní tmely
Vhodný pro plastové díly automobilu. Je zároveň i dokončovacím tmelem před finálním lakováním vozidla.

### Jemné tmely
Používají se pro zatmelení menších škrábanců a rýh. Nanáší se v tenké vrstvě a nevytváří tak na povrchu mapy. Vhodný jako dokončovací tmel před lakováním vozidla.

### Odlehčené tmely
Pro velké plochy, které zároveň neunesou klasickou váhu tmelu. Jsou to povrchy jako je např. střecha automobilu.

### Tmely s vláknem
Díky obsahu skelného vlákna jsou schopny překlenout i větší rýhy a poškození. Zatmelený povrch je vysoce pevný a odolný. Proto se často používá pro zatmelení svařovaných spojů.

### Stříkací tmely
Určen pro aplikaci lakovací pistolí. Pro tmelení velkých ploch např. dodávek a nebo špatně dostupných míst.

### Speciální tmely

#### Antikorozní
Stejné jako střední tmely, ale navíc chrání povrch před korozí. Používají se na plochy bez základové barvy.

#### S přídavkem hliníkového prášku
Vytváří izolační vrstvu na místech vystavených vysokým teplotám.